# Loberus
Genre
Loberus est un genre de coléoptères de la famille des Erotylidae. Il compte environ 16 espèces,,.   

## Espèces
Les 16 espèces suivantes appartiennent au genre Loberus :
- Loberus aeratus Bruce, 1953
- Loberus anthracinus (Broun, 1893)
- Loberus borealis Leschen, 2003
- Loberus depressus (Sharp, 1876)
- Loberus imbellis Casey, 1900
- Loberus impressus (en) LeConte, 1863
- Loberus insularis Casey
- Loberus javanensis Bruce, 1954
- Loberus marginicollis (Grouvelle, 1913)
- Loberus nitens (Sharp, 1876)
- Loberus ornatus (en) Schaeffer, 1904
- Loberus puberulus Casey
- Loberus subglaber Casey, 1900
- Loberus testaceus Reitter, 1875
- Loberus vitraci Grouvelle, 1902
- Loberus watti Leschen, 2003